# Johann Jakob Rütlinger
Johann Jakob Rütlinger (* 4. April 1790 in Wildhaus; † vermutlich 1856 in New Middletown in Ohio) war ein Schweizer Lehrer, Schriftsteller und Auswanderer.

## Leben

### Familie
Johann Jakob Rütlinger war der Sohn des gleichnamigen Lehrers Johann Jakob Rütlinger (1752–1820) und dessen Ehefrau Ursula (geb. Tütschler; † März 1807); er hatte fünf Geschwister.
Er war ab dem 8. April 1823 mit Anna Margaretha, Tochter des Hemberger Munizipalrats Baumgartner, verheiratet; gemeinsam hatten sie mehrere Kinder.

### Werdegang
Nach einer neunmonatigen Ausbildung zum Lehrer in der von Johann Rudolf Steinmüller gegründeten und geleiteten Lehranstalt in Rheineck war Johann Jakob Rütlinger von 1807 bis 1823 als Lehrer in Wildhaus und Hemberg tätig.
Im Mai 1823 folgte er seinem Freund Johannes Schweizer, wanderte aus wirtschaftlichen Gründen über Amsterdam und Baltimore nach Nordamerika aus. Er erlernte dort zunächst das Handwerk eines Buchbinders; später war er als Lehrer und Strohhutflechter und ab 1829 auch als Landwirt auf seiner eigenen Farm in New Middletown, einem Dorf im Südosten des Mahoning County im US-Bundesstaat Ohio, tätig. Dort verstarb er vermutlich im Jahr 1856.

### Schriftstellerisches Wirken
Johann Jakob Rütlinger begann während seiner Tätigkeit als Lehrer, Gedichte, später auch in Alemannisch, zu verfassen, nachdem er Werke von Johann Peter Hebel gelesen hatte.
Er veröffentlichte von 1823 bis 1826 in drei Bänden Ländliche Gedichte, teilweise in St.-Galler-Deutsch (siehe auch Ostschweizer Dialekt), in denen er Landschaften und Naturerscheinungen der Schweiz beschrieb. Die zweite Auflage von 1835 war mit einem Mundartglossar versehen, welches den Beginn der sankt-gallischen Dialektlexikografie bildete. Im ersten Band seiner Ländlichen Gedichte schrieb er auch einen Nachruf zum Reformator Huldrych Zwingli, der auch in Wildhaus geboren worden war.
In seinem Tagebuch auf einer Reise nach Nordamerika im Jahr 1823 sprach er sich gegen die Sklaverei aus. Er trug entscheidend dazu bei, das Leben, die Sitten und Gebräuche in den Vereinigten Staaten auch in der Schweiz bekannt zu machen.

## Mitgliedschaften
Johann Jakob Rütlinger war Gründungsmitglied der am 13. September 1808 in Lichtensteig gegründeten Evangelischen Schullehrergesellschaft.

## Schriften (Auswahl)
- Ländliche Gedichte.
  - Band 1. Abraham Keller’sche Buchhandlung, Ebnat 1823 (Digitalisat des Münchener Digitalisierungszentrums (MDZ) der Bayerischen Staatsbibliothek).
  - Band 2. Abraham Keller’sche Buchhandlung, Ebnat 1824 (Digitalisat des MDZ).
  - Band 1 bis 3, mit einem Mundartglossar. 2. Auflage. Lichtensteig 1835 (eingeschränkte Vorschau in der Google-Buchsuche).
- Tagebuch auf einer Reise nach Nordamerika im Jahr 1823. 1826.